# Повреде у спорту
Повреде у спорту, спортске трауме оштећења су ткива или патолошка оштећења људског организма под дејством спољашњих или унутрашњих сила, током рекреативног или професионалног бављења спортским активностима. Повреде су саставни део сваке спортске активности, а нешто су учесталије код борилачких и екстремних спортова.
Од нарочитог значаје је поступак спортисте непосредно после повређивања. Иако се повреде у спорту, по својој природи, најчешће лаке, оне могу постати проблем у односу на такмичарску способност, због погрешног уверења да је повреда може брже излечити наго што то омогућавају природни процеси. Опоравак спортисте након задобијене повреде мора бити потпун, јер се, ризикује поновно повређивање, које је у понављаним случајевима много теже. 
У циљу превенције повреда у спорту велики значај имају тренери, који руководе тренажним процесом, или спортским активностима рекреативаца, јер поседује одређена знања из области спортског тренинга. Такође до достизање максималних резултата у спорту, без повреда, може се доћи само ако се максимални резултати постижу у складу са узрастом и планским етапним тренингом који је за то најповољнији.

## Ентитети спортских траума
Спортска траума може подразумевати два потпуно различита ентитета:
Спортску повреду
Спортске повреде су промена организма настала током тренинга, такмичења у спорту, физичком вежбања или рекреације.
Оштећења у спорту
Оштећења у спорту су патолошке промене настала пренапрезањем локомоторног апарата током бављења спортским активностима, која према начину настанка и дужини трајања промене могу бити акутног или хроничног карактера.

## Епидемиологија
Повреде у спорту у укупном броју повреда учествују са 10% до 15%, а најзаступљеније су у добу пуне такмичарске зрелости, а то је између 20. и 30. године живота.
Најчешће се повређује колено које, уз скочни зглоб, у локомоторном систему највише оптерећено. По учесталости повреда по спортовима убедљиво предњаче скијашки спортови због саме подлоге на којој се обављају и због великог ризика за почетнике.

## Етиологија
Свака спортска активност (рекреативна или професионална) развија такмичарски дух, који је, посебно изражен код професионалних спортиста, али и код његових тренера и вежбача рекреативаца у такмичарским спортским активностима, јер је усмерен на постизање што бољих резултата и обарање спортских рекорда. У тим настојањима траже се нове методе и поступци у спортском тренингу, што изискује све већа напрезања бројних структура организма спортисте.
| „ | Све већим обимом и интензитетом тренинга, захтеви за постизањем што веће брзине кретања, брзине појединачне реакције, захтеви за генерисањем што веће силе у појединим спортовима, само су неки од фактора који доводе до стања која превазилазе зону максималне адаптације организма, и уз садејство других фактора (замора, недовољне физичке припремљености, лоше организованог тренинга, неадекватног или недовољног загревања, недостатка концентрације), повећавају могућност настајања повреда. | ” |

### Предиспонирајући фактори
Генетски фактор
Генетски фактори у одређеној мери могу утицати на предиспозицију за настанак и развој одређених спортских повреда. Анатомске аномалије најчешће се појављују на стопалима и коленима, натколеницама и кичменом стубу. Деформитети нарушавају уобичајену шему покрета и доводе до пренапрезања околних структура меког ткива (нпр. пес планус, пес кавус и валгус или варус колена) могу проузроковати да спортиста има неправилну биомеханику и да постане предиспониран на повреде. Код таквих спортиста при извођењу неких спортских активности услед већег напрезања одређених структура може доћи до повреде.
Вишак килограма
Модеран претежно седентаран начин живота и исхрана нездравом, брзом храном или већ делимично обрађеном храном, има велики утицај на повећано јављање спортских повреда. Најчешће су то уганућа (дисторсио) или истегнућа (дистенсио) зглобова (најчешће скочног зглоба), повреде ахилове тетиве (истегнуће или пуцање тетиве), повреде кичме, истегнућа или кидања мишића и друго.
Лоша психолошка припремљеност
На настанак повреда може утицати и лоша психолошка припремљеност. На пример пад концентрације током тренинга или напорног такмичења врло често узрокује повређивања, због непажње, губитка ритма или суженог стања свести за правовремено уочавање ризика. Зато упоредно са физичким тренинзима који су усмерени на постизање високог степена физичке и техничке припремљености, треба тежити и изградњи целокупне личности спортисте кроз преношења знања и искустава старијих спортиста и тренера, психолога и спортског лекара на спортисту, у циљу свеукупне едукације и постизања максималних или жељених резултата, уз минимални губитак концентрације.
Професионализација у спорту
Улога професионализације спорта само је још више заоштрила све напред наведене проблеме, јер се добри резултати у спорту често поистовећују са што већом зарадом спортисте или и клуба и свих чинилаца у њему. Из тих разлога из године у годину, у спорту расту снага и брзина. Доказ за то је чињеница да сениорске светске рекорде од пре 30 година, данас надмашују јуниори и то на тренинзима, али са све већом изложеношћу повредама.
Унутрашњи или лични фактори
Унутрашњи или лични фактори који би спортисту могли да доведу у већи ризик од повреде могу бити полне фразлике. На пример, спортисткиње су обично склоније појединим повредама. Постоји приближно 1,6 пута већа стопа повреда по спортској изложености код средњошколских спортисткиња него код мушкараца истог узраста.
Други унутрашњи фактори су старост, тежина, састав тела, висина, недостатак флексибилности или опсега покрета, координације, равнотеже и издржљивости.  
Постоје и психолошки фактори који су укључени у унутрашње факторе ризика. Неки психолошки фактори који би одређене појединце могли учинити више подложним повредама укључују личне стресоре у њиховим домовима, школи или друштвеном животу. 
Екстринзични фактори
Екстринзични фактори ризика  могу утицати на ризик од повреде спортисте. Неки примери екстринзичних фактора би били заштитна опрема специфична за спорт, као што су кациге, јастучићи за рамена, штитници за уста и штитници за цеваницу, и да ли су ови делови опреме правилно постављени на појединог спортисте како би се осигурало да сваки од њих спречава повреде као што су колико је то могуће. 
Други екстринзични фактори су услови спортског окружења као што су киша, снег и одржавање пода/поља површине за игру.

## Врсте повреда по спортским дисциплинама
Табела 1. Најчешће повреде код групних спортова
| Спорт   | Повреда нерава | Коштано-мишићне повреде                                             |
| ------- | --- | ------------------------------------------------------------------- |
| Кошарка | - Супраскапуларна неуропатија - Неуропатија радијалног нерва - Неуропатија перонеалног и тибијалног нерва (тарзални тунел синдром)                                              | - Истегнућа, бурзитис - Преломи, уганућа - Посекотине, и друге ране |
| Фудбал  | - Цервикална, брахијална и аксиларна радикулопатије са или без дислокације рамена - Лумбосакрална радикулопатија - Хамстринг синдром (ишијадичног живца) (Тарзал тунел синдром) | - Истегнуће, повреде леђа, - Лацерације меких ткива, - Нагњечења    |
| Рукомет | - Handball goalies elbow | - Истегнућа, уганућа, - Преломи, лацерације - Бурзитис              |
| Хокеј   | - Аксиларна неуропатија - Тракција дугог торакалног нерва - Неуропатија перонеалног и тибијалног нерва (тарзални тунел синдром)                                                 |                                                                     |
| Одбојка | - Супраскапуларна и аксиларна неуропатија - Тракција дугог торакалног нерва | - Истегнућа, уганућа - Бурзитис - Преломи, - Лацерације             |

Табела 2. Најчешће повреде код индивидуалних неконтактних спортова
| Спорт       | Повреда нерава | Коштано-мишићне повреде                                              |
| ----------- | --- | -------------------------------------------------------------------- |
| Тенис       | - Неуропатија улнарног нерва - Неуропатија медијалног нерва (пронатор синдром, карпал тунел синдром) - Неуропатија радијалног нерва (тенски лакат) | - Истегнућа, бурзитис - Преломи, уганућа - Лацерације                |
| Гимнастика  | - Неуропатија постериорног интеросеалног нерва - Тракција дугог торакалног нерва - Неуропатија феморалног нерва                                    | - Истегнућа, уганућа - Преломи, - Лацерације меких ткива             |
| Плес        | - Аксиларна неуропатија - Тарзални тунел синдром                                                                                                   | - Истегнућа, уганућа, - Преломи, лацерације - Бурзитис               |
| Бициклизам  | - Неуропатија улнарног и медијалног нева - Неуропатија пудендалног и ишијадичног нерва                                                             | - Истегнућа, уганућа - Нагњечења - Преломи, - Лацерације меких ткива |
| Бодибилдинг | - Неуропатија грана цервикалног и брахијалног плексуса - Феморална неуропатија                                                                     | - Истегнућа, уганућа - Нагњечења - Преломи, - Лацерације меких ткива |

Табела 3. Најчешће повреде код индивидуалних контактних спортова
| Спорт                  | Повреда нерава | Коштано-мишићне повреде                                             |
| ---------------------- | --- | ------------------------------------------------------------------- |
| Џудо, Карате, кик бокс | - Неуропатија улнарног аксиларног и дугог торакалног нерва на месту повреде - Мортонов неурином плантарног нерва - Перонеална неуропатија на месту повреде | - Истегнућа, уганућа - Преломи - Лацерације меких ткива - Нагњечења |
| Рвање                  | - Аксиларна неуропатија - Брахијална, цервикална, медијална, улнарна, супраскапуларна неуропатија                                                          | - Истегнућа, уганућа - Преломи - Лацерације меких ткива - Нагњечења |
| Бокс                   | - Медијална и дигитална неуропатија | - Истегнућа, уганућа - Преломи - Лацерације меких ткива - Нагњечења |

## Врсте повреда према променама у организму
Ендогене повреде
Ова врста повреда, која настаје првенствено због премора и пренапрезања, узрокована је анатомским и физиолошким променама ткивних структура. По брзини развоја клиничке слике оне могу бити акутног или
хроничног карактера.
Егзогене повреде
Ова врста повреда, која је много чешћа у спорту настаје деловањем спољних сила или агенаса на ткива и органе спортиста.

## Врсте повреда према узроку
Без обира да ли се ради о ендогеним или егзогеним узроцима, карактеристичне повреде у спорту могу сврстати у четири основна стања:
- Оштећења ткива (механичка, асфиктичка, физичке и хемијске повреде)
- Крвављење (хеморагија, хематом)
- Реактивно запаљење
- Фиброза или осификација

#### Оштећења ткива
Повреда или траума настаје као последица оштећење ткива људског организма дејством спољашњих или унутрашњих сила. Повреде у спорту према оштећењу ткива деле се на; механичке, асфиктичке, физичке и хемијске. 

##### Механичке повреде
Ова врста повреда, која је најчешћа у спорту и изазвана је дејством неке механичке силе. На настанак механичких повреда утиче дејствујући „сукоб” различитих физичких величина : сила притиска (компресије) и сила тракције (извлачења, кидања, вучења).
Сила стригања — настаје када се сукобе две силе које делују у супротним смеровима (маса тела под утицајем силе земљине теже и сила реакције подлоге), онда се ради о дејству силе тракције. 
Сила притиска — може да делује савијањем - сила флексије, или ангулацијом где се савијање врши под оштрим углом
Сила тракције — може да делује као сила ротације, а ако је тракција великог интензитета и моментална, она делује као сила откидање.
Ефекат дејства механичке силе зависи од више фактора: врсте ткива на које делује сила, врсте и облика механичке силе,упорне површине преко које сила делује, јачине актуелне силе, правца, удаљености и угла под којим сила делује и временског трајања дејства силе.

##### Асфиктичке повреде
Асфиктичке повреде узроковане су насилним поремећајем дисања. Према механизму настанка деле се на:
Странгулације — повреде настале стезањем врата или спољним притиском на зид грудног коша
Суфокације — повреде настале запушењем (опструкцијом) дисајних путева (нпр запушењем носа и уста, ждрела и гркљана, душника и душница)
Физичке повреде
Физичке повреде узроковане су дејством физичких фактора, и према врсти тог фактора могу бити:
Термичке повреде — настају дејством високе температуре (опекотине, топлотни удар) и ниске температуре (смрзотине и хипотермије). 
Електричне повреде — настају дејством удара електричне струје или грома 
Акустичке повреде — изазване су буком, вибрацијом или ултразвуком
Повреде зрачењем — изазване су дејством јонизирајућег зрачења, микроталасног, електромагнетног и ултраљубичастог зрачења

##### Хемијске повреде
Хемијске повреде, посебна су група трауматских оштећења организма насталих дејством;
Јетких отрова — киселине, базе и њихове соли)
Надражајних отрова
Крвних отрова — угљен - моноксид и угљен - диоксид
Нервних отрова — алкохол, дроге, лекови .

## Превенција повреда у спорту
На свеукупну превенцију повреда у спорту значајну улогу имају следећи чиниоци:
Претходна селекција спортиста
Пре сваког бављења спортом неопходно је код свих спортиста извршити одабир (селекцију), у циљу утврђивања или одређивања:
- физичких особина и елиминација присутних ограничења или неспособности
- нивоа оспособљености за одређену врсту спорта
- поступка којим се младим спортистима може одобрити бављење неким спортом без већих опасности од повређивања или настанка хроничних оштећења.
- да ли је доба раста, усклађен са мотивацијом спортисте која је често необјективна (и води у дисимулацију) и нереалну субјективну процену тежине повреде и фазе опоравка.

Такмичарска спремност
Такмичарска спремност настаје као резултат добро усклађеног тренинга, кондиције и спортског искуства.
Добра усклађеност ових активности великим делом треба бити усклађена са спортским техникама, која су резултат тренинга и добре школе, а што омогућава извођење најтежих радњи уз минималан напор.
Такмичарска спремност је тим успешнија ако се тренингом обезбеди да су оптерећења по регионима, посебно оптреења мишиних група, изложена посебном режиму вежбања.
Претренираност представља велику опасност по повређивање у спорту, јер такав спортиста је много осетљивији на повреде.
На добру такмичарску спремност спортисте утиче преосетљивост на акутне инфекције, јер велики телесни напори смањују имуну снагу организма, па а опоравак након повреда дуже траје, јер ране и преломи спорије зарастају, 
Стање спортског борилишта
Сви терени за бављење спортом као и сва спортска борилишта требају испуњавати све услове за што безбедније бављење спортским активностима. Нпр. Фудбалски терен мора бити раван, са правилно покошеном травом, безбедно обележен, са добром дренажом, а на савременим теренима и са грејањем испод траве (како би се спречила појава леда на травнатим површинама).
Слично се односи и на остале терене, и зато је правилима такмичења прописано које услове терен мора да испуњава, пре почетка активности на њему.
Употреба заштитне опреме
Свака спортска дисциплина захтева одређену врсту заштитне спортске одеће, обуће, наочара кацига итд, што је прописано посебним правилима.
Одговорност за неношење или неправилну примену заштитне и спортске опреме сносе спортисти лично, али и тренери, судије и спортски лекари.
Превентивна бандажа
Настанак или смањивање повреде лигамената, тетива, па и костију, може се значајно смањити правилном употребом превентивне бандаже. На поример, бандажа шаке код боксера, која је правилима обавезна, или бандаша скочних зглобова код кошаркаша.
Утицај ранијих повреда
Како не постоји чудотворан начин да се лечење спортске повреде убрза, мимо природних токова који се одигравају у организму повређене особе, свако прерано и недозирано оптерећење, лако може довести до већег и тежег повређивања.
Зато у сваком спортском клубу лекар и тренер морају деловати усаглашено и никако супротстављено, јер обојица раде у интересу спортисте. Боље је спортисту оспособити, и недељу дана касније од оптималног стања, него и 24 часа раније.
Контрола и самоконтрола
Поштовање правила сваке спортске игре или прописаних процедура тренинга од великог су значаја за спречавање повреда. У тим напорима, тренер, судија и лекар морају бити чланови истог тима, који брине о безбедности спортисте. Они морају бити ти који стално инсистирају на строгом поштовању
правила такмичења, од примена правила игре, до примене прописа у вези терена и спортске и заштитне опреме.
Такође сваки спортиста мора поседовати и стално изграђивати способност самоконтроле, уважавајући и штитећи при томе не само себе већ и противничког спортисту од повреда.